# Smaragdina xanthaspis
Smaragdina xanthaspis је врста тврдокрилца из породице буба листара (Chrysomelidae).

## Опис
Одрасли инсекти су дуги 4,5 до 6 mm. Глава је црна са металним сјајем. На челу има дуге и густе длачице. Прва четири сегмента антена су жута, остали црни, мада су средњи сегменти са задње стране црни. Пронотум је металик тегет, са широким жутим или оранж појасима на боковима. Покрилца су такође металик тегет боје, са густим и дубоким удубљењима која формирају неправилне редове. Ноге су жутонаранџасте, црне су само уз тело.

## Распрострањење
Налази су ретки, углавном из Средње Европе. Слична је ситуација и у Србији. Може се наћи од маја до августа.